# Île aux Moines (Loire)
Pour les articles homonymes, voir Île aux Moines (homonymie).
L'île aux Moines est une île sur la Loire, en France.
L'île est située au milieu du fleuve, sur le territoire de la commune d'Ancenis-Saint-Géréon. Elle mesure 1,6 km de long et 300 m de large, pour une superficie de 33 ha.
L'île n'est pas reliée à la rive du fleuve par un pont.